# Vlag van Vas

Vlag van Vas
(ratio 1:2)

De vlag van Vas werd op 31 mei 1991 aangenomen als de vlag van de Hongaarse comitaat Vas. De vlag bestaat uit twee even hoge banen wit en blauw met het wapen in het midden. Onder het wapen staat in een boog en in witte letters: vas megye.
Het comitaat Vas ontving zijn wapen in 1561. Om invallen uit het westen te weren, werd in de 10e eeuw al aan de westgrens een serie kastelen gebouwd. Vas is ontstaan om het kasteel Vasvár, of IJzeren Kasteel. Heraldisch staat de struisvogel voor snelheid en uithoudingsvermogen en werd meestal afgebeeld met een hoefijzer in de bek als gevolg van het (volks)geloof dat de struisvogel ijzer en stenen kon verteren. Het wapen is dus een naamsaanduiding.